# Tunnel Railway
La Tunnel Railway (nota anche come Ramsgate Cliff Railway, Ramsgate Tunnel Railway, Ramsgate Underground Railway e World Scenic Railway) era una ferrovia sotterranea a scartamento ridotto a Ramsgate, Kent, Inghilterra. In seguito alla ristrutturazione delle linee ferroviarie a Ramsgate nel 1926, il tratto di linea tra Broadstairs e Ramsgate Harbour, compreso un tunnel fino al lungomare di Ramsgate, fu abbandonato. La Tunnel Railway a scartamento ridotto è stata aperta all'interno del tunnel in disuso nel 1936 per collegare le attrazioni turistiche e i negozi vicino al porto di Ramsgate con la nuova linea ferroviaria principale a Dumpton Park.
Fatta eccezione per le due stazioni, una a ciascuna estremità del tunnel, la linea correva interamente sotterranea. Essa fu costruita in meno di tre mesi e al suo completamento nel 1936 era una delle linee ferroviarie indipendenti più brevi del paese. È rimasta aperta solo per tre anni prima di essere convertito in un importante rifugio antiaereo durante la seconda guerra mondiale. Dopo la fine della guerra, non fu inclusa nel piano di nazionalizzazione delle ferrovie britanniche del 1948, ma rimase in mano a privati.
Il numero di passeggeri è diminuito drasticamente negli anni '60 e la linea è diventata economicamente impraticabile. A seguito di un incidente ferroviario nel 1965, i proprietari hanno chiuso la linea alla fine di settembre dello stesso anno. Il tunnel esiste ancora, ma nessuna traccia rimane delle due stazioni.

## Storia

L'intera estensione della rete ferroviaria nel Kent, che mostra le linee gemelle da Londra a Ramsgate e Margate

La località costiera portuale di Ramsgate era storicamente servita da una complessa rete di linee ferroviarie non collegate, retaggio della competizione tra due compagnie rivali per fornire collegamenti con Londra e con la vicina Margate . La prima stazione ferroviaria della città, Ramsgate Town, fu aperta dalla South Eastern Railway il 13 aprile 1846, in quella che allora era la periferia della città, a circa un miglio di distanza dal lungomare. Le linee dalla stazione correvano verso nord, prima di dividersi a ovest verso Canterbury e poi a Londra, e verso nord fino a Margate.
La London, Chatham and Dover Railway aprì una seconda linea per Ramsgate il 5 ottobre 1863.  Questa linea andava da Londra passando per Herne Bay, Margate e Broadstairs prima di scendere al livello del mare attraverso un tunnel lungo 1 124 iarde (1 028 m) fino alla stazione di Ramsgate Harbour, sul lungomare immediatamente adiacente al porto.
Sebbene fosse situata in una posizione molto comoda per i passeggeri, la stazione di Ramsgate Harbour presentava gravi difficoltà operative. La sua posizione alla fine di una forte pendenza del tunnel significava che c'era il rischio costante che un treno fuori controllo attraversasse la stazione fino alla spiaggia, come accadde il 3 agosto 1891 e il 24 marzo 1915. Le condizioni anguste non consentivano spazio per la crescita o il miglioramento della stazione e la piccola piattaforma girevole precludeva l'utilizzo di motori più grandi, quindi i treni più pesanti avevano bisogno di due motori per poter vincere la pendenza del tunnel.
Inoltre, negli anni '20 la popolazione di Ramsgate era quasi raddoppiata dall'apertura della stazione, rendendo le strutture di trasporto merci inadeguate, senza spazio per l'espansione.

### Ristrutturazione del 1926

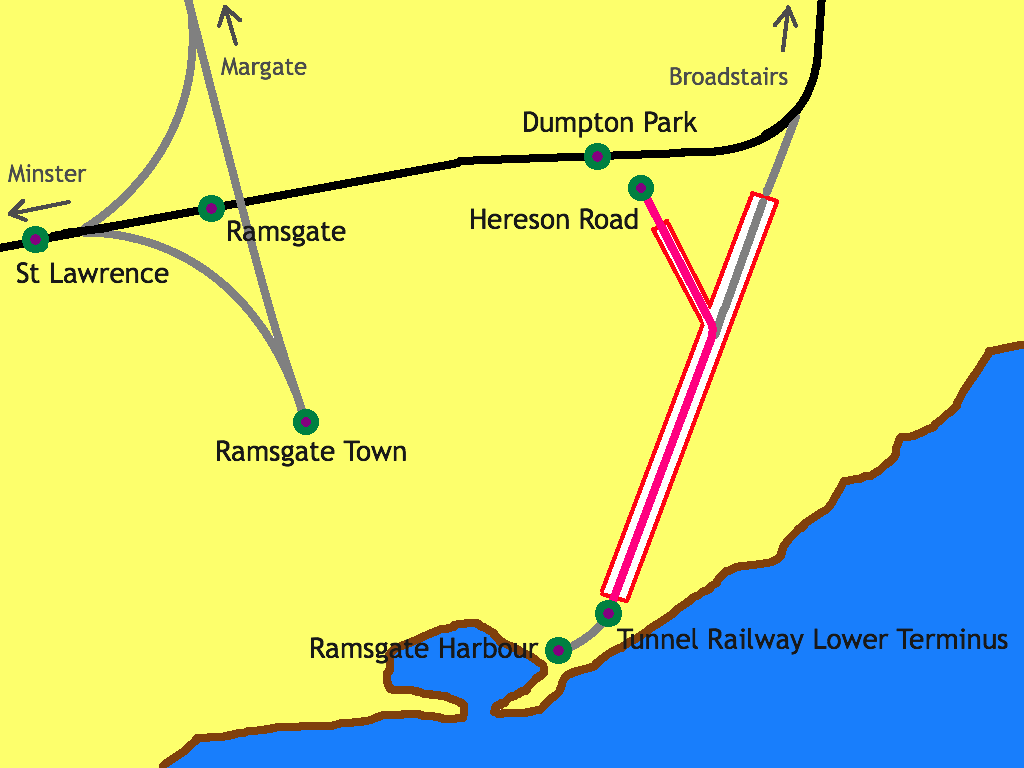
Disposizione delle linee e delle stazioni a Ramsgate prima a dopo la ristrutturazione del 1926

In seguito al raggruppamento ferroviario del 1923, sia la South Eastern Railway che la London, Chatham & Dover Railway entrarono a far parte della neonata Southern Railway, che decise di affrontare la duplicazione di linee e stazioni a Ramsgate e Margate. Ha deciso di collegare le due linee a Ramsgate per consentire il passaggio tra di loro. Questo schema era stato proposto dalla South Eastern and Chatham Railway prima della prima guerra mondiale, ma i lavori non iniziarono fino al 1925. Ciò ha comportato la chiusura delle stazioni capolinea di Ramsgate Town e Ramsgate Harbour e la costruzione di una linea che costeggia il confine settentrionale della città per collegare le due linee esistenti. Nuove stazioni ai margini nord-orientali e nord-occidentali della città, chiamate rispettivamente Dumpton Park e Ramsgate, hanno sostituito le stazioni esistenti nel centro della città e al porto. I lavori di costruzione della nuova linea hanno coinvolto oltre 700 uomini che hanno spostato 200 000 long ton (224 000 short ton; 203 200 t) di gesso, per un costo di circa £ 500.000 (£ 30 milioni nel 2023).
Il nuovo collegamento è stato aperto il 2 luglio 1926, data da cui entrambe le ex stazioni di Ramsgate sono state chiuse insieme alla linea attraverso il tunnel fino al porto di Ramsgate. Il tunnel è stato sigillato e abbandonato e l'ex stazione di Ramsgate Harbour è stata venduta a Thanet Amusements, che l'ha trasformata in uno zoo e luna park chiamato Merrie England.
Sebbene adeguate per i residenti della città, le nuove stazioni erano molto lontane dalle attrazioni del lungomare, che si trovavano ai piedi di una ripida collina. Gli escursionisti da cui dipendeva l'industria turistica di Ramsgate erano quindi sempre più attratti da Margate, dove la stazione era vicino alla spiaggia.
Nel 1933 Merrie England, ora di proprietà di Ramsgate Olympia, era diventata estremamente popolare e Ramsgate Olympia iniziò a fare pressioni sulla Southern Railway per riaprire la linea attraverso il tunnel, con una nuova stazione di giunzione tra Dumpton Park e Broadstairs. Tuttavia, la Southern Railway ha respinto la proposta in quanto troppo costosa e poco pratica.  Ramsgate Olympia e la Southern Railway desideravano rendere accessibili le attrazioni vicino al porto dalla linea ferroviaria principale e fornire un servizio dal lungomare allo stadio dei levrieri a Dumpton Park. Le due società alla fine concordarono uno schema in base al quale una nuova linea avrebbe utilizzato 780 iarde (710 m) del tunnel più vicino alla spiaggia, prima di diramarsi in un nuovo tunnel lungo 364 iarde (333 m) per emergere in una nuova stazione a Hereson Road, 250 iarde (230 m) a piedi dalla stazione di Dumpton Park. Ramsgate Olympia ha pianificato la costruzione di un complesso residenziale su larga scala, parcheggi di charabanc e uno stadio da 10.000 posti a Dumpton Park per aumentare il numero di passeggeri e incoraggiare le persone a utilizzare la nuova linea ferroviaria.

### Percorso
Ogni stazione aveva tre banchine; un'ampia piattaforma a isola al centro per i passeggeri in attesa di salire a bordo dei treni e piattaforme esterne più strette da cui i passeggeri scendevano dai treni. Sebbene la stazione superiore fosse conosciuta fin dall'inizio come Hereson Road, la stazione inferiore non fu mai nominata ufficialmente. Era conosciuta con diversi nomi come "Olympia", "Beach", "Sands" e "Lower Terminus". Le banchine e le biglietterie erano immediatamente fuori dall'imbocco del tunnel in entrambe le stazioni.
La linea correva tra Hereson Road, dall'altra parte della strada dalla stazione di Dumpton Park, lungo una ripida pendenza di 1 a 15 nel nuovo tunnel, prima di correre con una pendenza 1 in 75 lungo il tunnel originale fino al capolinea inferiore. La linea era costituita da un'unica linea, che si diramava in due binari di banchina nelle due stazioni, con un anello di attraversamento a metà del tunnel. Nel percorso tra Hereson Road e il capolinea inferiore (lungo 1 444 iarde (1 320 m)), la linea aveva un dislivello di 83 piedi (25 m).

### Costruzione e infrastrutture
L'infrastruttura della nuova linea è stata progettata da Henry Greenly, figura di spicco nella progettazione di ferrovie a scartamento ridotto. Aveva iniziato la sua carriera alla Metropolitan Railway (ora parte della metropolitana di Londra) e aveva progettato il percorso, gli edifici, le locomotive e il materiale rotabile per la Rhyl Miniature Railway e la vicina Romney, Hythe e Dymchurch Railway. Poiché la nuova ferrovia non avrebbe trasportato carichi pesanti e avrebbe percorso solo una breve distanza, è stata costruita come ferrovia a scartamento ridotto, con uno scartamento di 2 piedi (0,61 m). Ciò ha consentito di costruire il nuovo tunnel di diramazione con dimensioni molto più ridotte rispetto al tunnel esistente, a soli 8 piedi (2,4 m) di altezza e 6 piedi (1,8 m) di larghezza.
Sebbene inizialmente fosse stato preso in considerazione un sistema di trasporto via cavo, Ramsgate Olympia ha deciso all'inizio della pianificazione della linea di elettrificare la linea. Un sistema con terza rotaia è stato rifiutato a causa delle preoccupazioni per la sicurezza del gran numero di bambini che avrebbero utilizzato la linea,  e le locomotive avevano le aste di captazione che attingevano energia da un'unica linea aerea da 400 volt CC che correva per tutta la lunghezza del tunnel. Il filo correva lungo la parete della vecchia galleria, su supporti nel soffitto della nuova galleria, ed era sostenuto da pali nelle stazioni all'aperto. L'elettricità era fornita da una sottostazione elettrica costruita dalla English Electric, all'interno del tunnel vicino all'estremità inferiore.

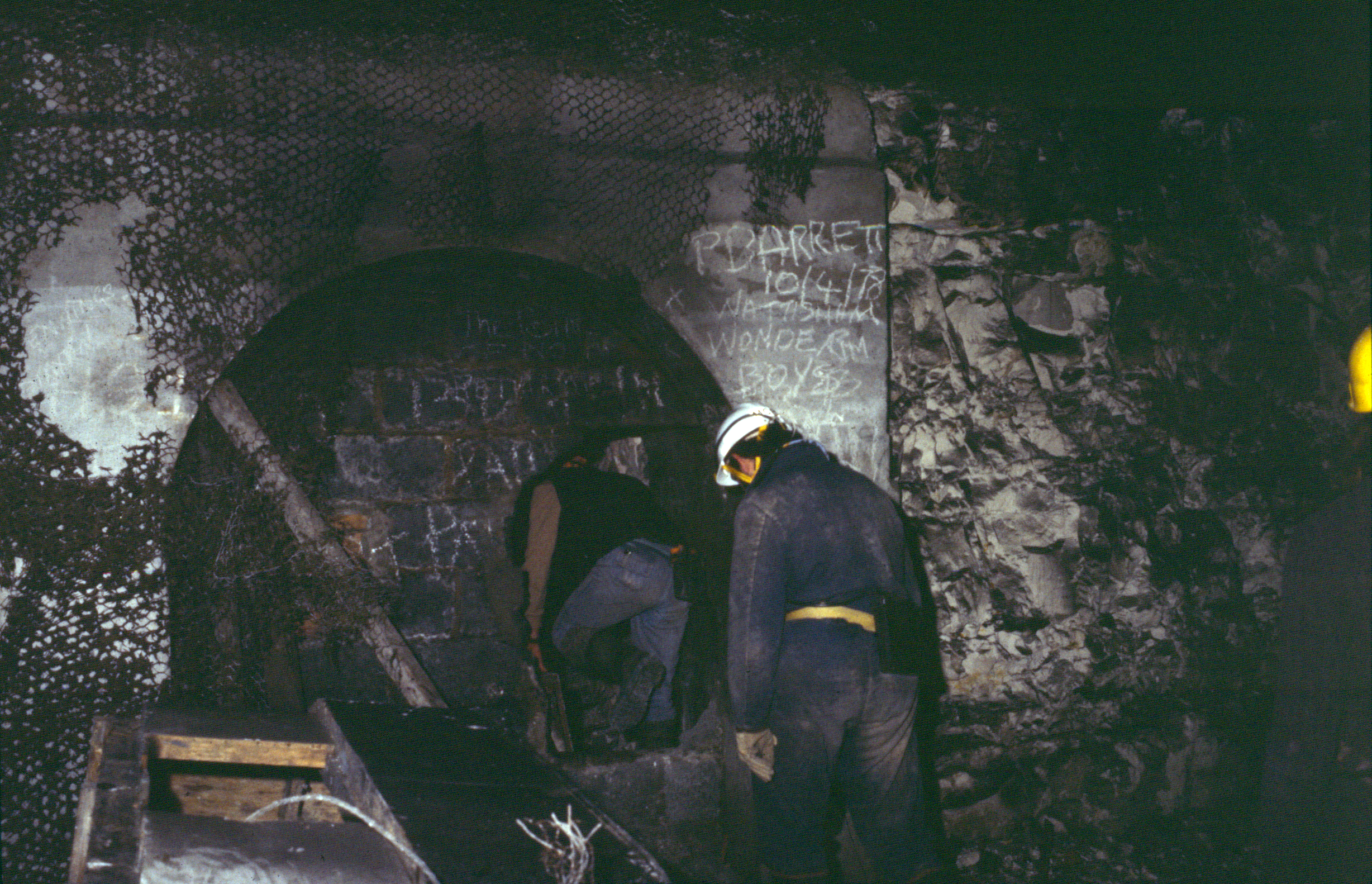
La giunzione del tunnel principale e del tunnel stretto a Hereson Road nel 1984, 19 anni dopo la chiusura

I lavori di costruzione iniziarono il 2 maggio 1936. La società sperava di avere la linea aperta in tempo per servire le grandi folle previste per il Ferragosto, portando a un intervallo di termine dei lavori molto stretto, di circa tre mesi. Per cercare di rispettare la scadenza, i lavori di costruzione sono stati eseguiti sia di giorno che di notte. Poiché il viaggio si sarebbe svolto interamente sottoterra, si è deciso di rivestire il tunnel più ampio e originale con display illuminati che mostrano scene da tutto il mondo. Ciò ha portato la linea a diventare nota come "World Scenic Railway".
La English Electric ha costruito due treni per la linea, progettati per assomigliare ai treni elettrici già in uso sulla Southern Railway, ma su scala ridotta. Un treno a quattro carrozze di 94 ft 6 in (28,80 m), dipinto di rosso, era in grado di trasportare 108 passeggeri e aveva una cabina di guida a ciascuna estremità per evitare la necessità di girare il treno. L'altro treno, lungo 99 ft 6 in (30,33 m), dipinto di giallo, era in grado di trasportare 108 passeggeri, ma disponeva di due cabine di guida extra al centro, che ne consentivano la suddivisione in due treni separati da 49 ft 9 in (15,16 m), ciascuno in grado di trasportare 54 passeggeri. Era previsto che quando la linea fosse occupata sarebbero stati utilizzati entrambi i treni, ma durante i periodi di quiete la linea poteva essere gestita dalle due metà del treno giallo. Il treno rosso è stato modificato in modo da poter essere anche sdoppiato, riducendone la capienza a 102 in quanto le due file di sedili al centro sono state sostituite dalle cabine di guida.

### Apertura
La linea fu aperta ai passeggeri il 31 luglio 1936, meno di 12 settimane dopo l'inizio della costruzione. È stato formalmente aperto dal tenente colonnello Edwin Charles Cox, direttore del traffico della Southern Railway, il quale ha commentato che in qualità di gestore del traffico di quello che allora era il più grande servizio ferroviario elettrico del mondo, ora stava aprendo quello che probabilmente era il più piccolo. Inizialmente, il tunnel era decorato con scene luminose raffiguranti Svizzera, Canada, Paesi Bassi, Giappone ed Egitto.
La ferrovia si è rivelata molto popolare e durante il fine settimana festivo ha trasportato 20.000 passeggeri. Poiché faceva affidamento sul turismo per affari, ha chiuso alla fine di settembre. Durante le stagioni 1937, 1938 e 1939 la ferrovia operava ogni anno tra Pentecoste e la fine di settembre, chiudendo per l'autunno e l'inverno.
La ferrovia non ha mai avuto un orario e operava secondo la domanda. Ogni volta che una stazione aveva un numero sufficiente di passeggeri, l'autista segnalava all'altra stazione che stava per partire, ei treni di entrambe le stazioni partivano contemporaneamente, incrociandosi a metà strada. Il viaggio durava circa cinque minuti.  Al di fuori dei periodi di punta, i treni a lunghezza intera generalmente non venivano utilizzati ed erano divisi nelle loro sezioni a due carrozze. Non c'era deposito: i treni erano stazionati nella parte inferiore del tunnel.

## Durante la guerra

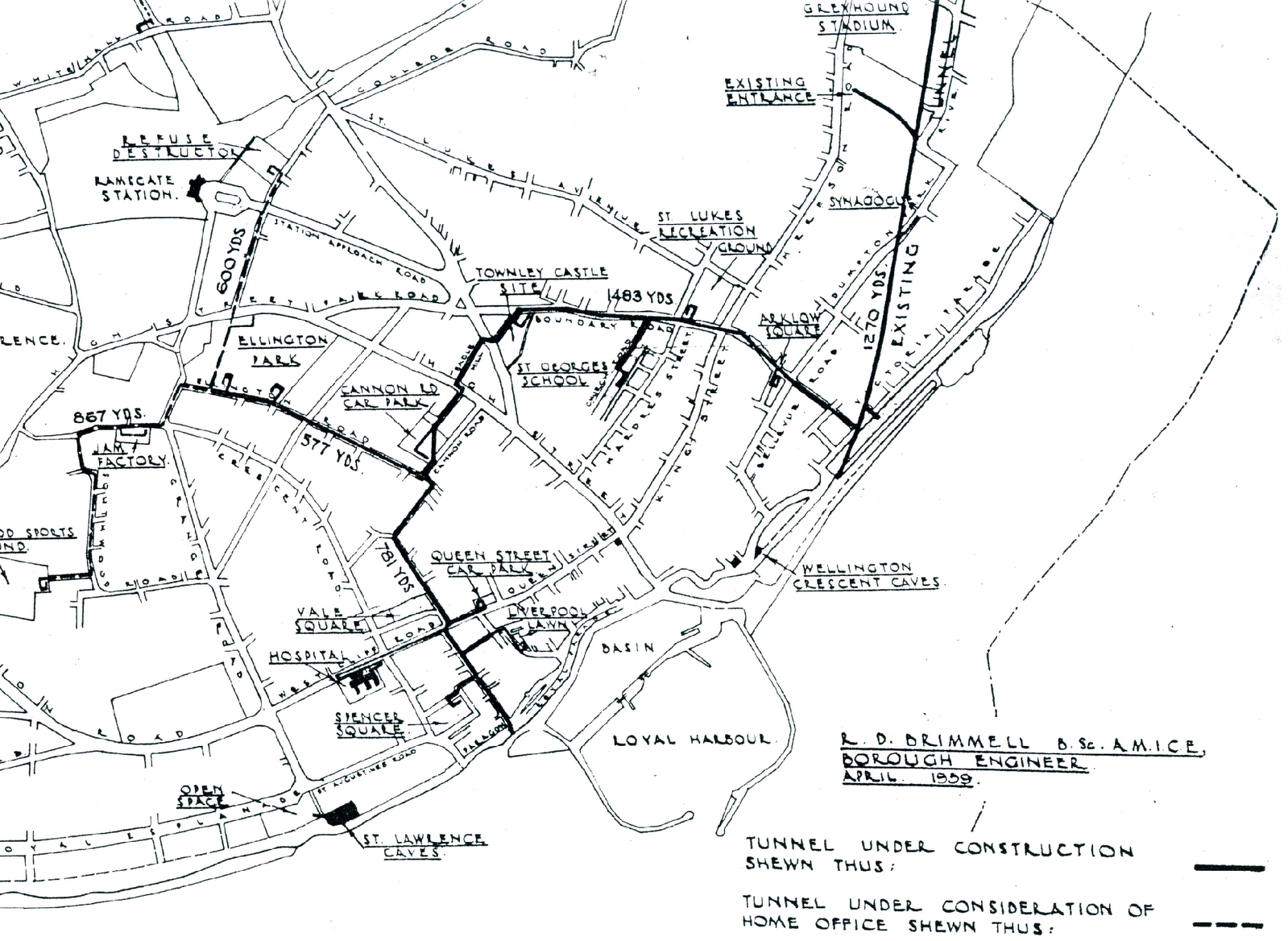
La rete di tunnel del rifugio antiaereo di Ramsgate, aprile 1939

Alla fine degli anni '30, la guerra tra Gran Bretagna e Germania iniziò a sembrare probabile. La posizione di Ramsgate sia sul Canale della Manica che sul Mare del Nord e la sua vicinanza all'estuario del Tamigi, le sue grandi strutture portuali e la sua vicinanza alla RAF Manston ne fecero un probabile obiettivo per pesanti bombardamenti aerei e come sito di atterraggio per qualsiasi invasione tedesca della Gran Bretagna . Con questo in mente, l'ingegnere e geometra della città, R.D. Brimmell, ideò nel 1938 uno schema per una rete di tunnel sotto la città, che fungesse da vasto rifugio antiaereo di profondità per gli abitanti della città.
Una rete semicircolare di tunnel luna 3 1⁄4 miglia (5,2 km) è stata scavata sotto Ramsgate nord, collegandosi al tunnel ferroviario esistente. Fu inaugurato dal duca di Kent il 1º giugno 1939, tre mesi prima dello scoppio della guerra, e visitato durante la guerra da Winston Churchill . La rete era in grado di dare rifugio a 60.000 persone, sebbene la popolazione civile di Ramsgate all'epoca fosse di circa 33.000.

## Nel dopoguerra
La ferrovia del tunnel riaprì come di consueto per la stagione 1946. I tableaux illuminati erano stati rimossi durante la guerra ma furono sostituiti, ma questa volta erano illuminati da proiettori montati sui lati dei treni anziché essere autoilluminati. La linea non fu inclusa nella nazionalizzazione delle ferrovie del 1948 e quindi rimase nelle mani di Ramsgate Olympia (poi Pleasurama). I display furono rimossi intorno al 1955 a causa del crescente vandalismo, e la segnaletica della stazione cambiò da World Scenic Railway a Tunnel Railway.

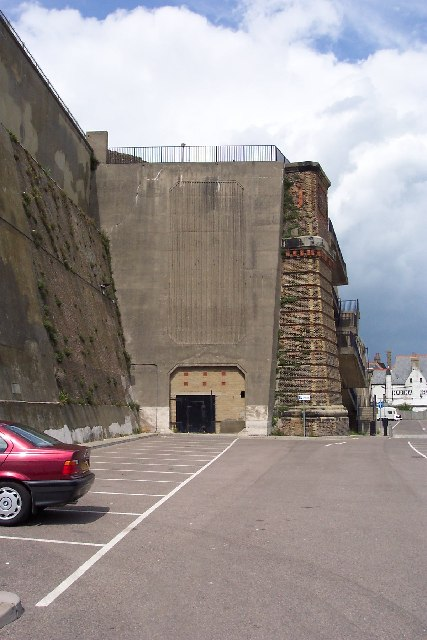
Sito dell'ex "Merrie England" e del capolinea inferiore della Tunnel Railway, 2004

Parte della scogliera di gesso vicino al capolinea inferiore è crollata nel 1957, costringendo la chiusura della ferrovia mentre veniva costruito un muro di cemento di rinforzo. Il nuovo muro ha ridotto il capolinea inferiore a un unico tratto di binario. Il secondo binario a Hereson Road è stato chiuso contemporaneamente e rimosso per costruire un breve binario di raccordo vicino al fondo del tunnel per ospitare i treni fermi. Le vecchie banchine della stazione in legno sono stati sostituiti da moderne strutture in cemento.
Alle 14:15 del 1º luglio 1965, uno dei treni gialli a due carrozze perse il controllo mentre si avvicinava al capolinea inferiore e corse fuori dall'estremità dei binari prima di schiantarsi contro un edificio. Il conducente e diversi passeggeri sono rimasti feriti.  La stazione fu riparata e i servizi furono ripresi, ma Pleasurama chiuse la linea il 26 settembre 1965.

## Dopo la chiusura
Dopo la chiusura la galleria è stata sigillata, pur rimanendo strutturalmente intatta all'interno. Il sito del capolinea inferiore è stato sgombrato ed è diventato un sito vuoto circondato da una transenna . C'era una piccola rotatoria direttamente fuori dal portale sud del tunnel. La stazione di Hereson Road divenne concessionaria di auto usate. Quattro dei vagoni della ferrovia furono venduti alla Hollycombe Steam Collection e rimangono in uso, mentre gli altri tre furono dati alla Hampshire Narrow Gauge Railway Society . La maggior parte delle rotaie e delle traversine furono vendute alla Romney, Hythe and Dymchurch Railway.
Dopo tre anni di ristrutturazione, la sezione inferiore del tunnel è stata riaperta al pubblico nel 2014 come parte di una attrazione turistica. I tunnel sono stati formalmente riaperti dal Principe Edoardo, Duca di Kent in una cerimonia il 27 maggio 2014.

### Annotazioni
1. ↑  Nonostante fosse stata costruita e fosse di proprietà della Kent Coast Railway, veniva gestita sin dall'inizio da London, Chatham and Dover Railway. La Kent Coast Railway fu formalmente acquisita da London, Chatham and Dover Railway il 13 luglio 1871.
2. ↑  La nuova stazione di Dumpton Park e Broadstairs distavano meno di un miglio; la costruzione di una stazione di collegamento fra le due avrebbe significato dover fermare i treni tre volte nell'arco di un miglio, causando ritardi e code, mentre far correre i treni fra il porto e Dumpton Park o Broadstairs avrebbe causato una congestione della linea.

### Fonti
1. ↑   Ramsgate and its Tunnel Shelters, in The Railway Magazine, vol. 87, n. 525, Tothill Press Limited, marzo 1941,  p. 118.
2. 1 2 3  Harding, 2005, p. 4.
3. ↑  Mitchell and Smith, 1991, p. 107.
4. ↑  Mitchell and Smith, 1991, p. 111.
5. 1 2 3 4 5   Ramsgate's New Underground Railway, in East Kent Times, 5 agosto 1936.
6. ↑  Mitchell and Smith, 1991, p. 110.
7. ↑  Mitchell and Smith, 1991, p. 104.
8. ↑  Harding, 2005, p. 6.
9. ↑  Mitchell and Smith, 1991, p. 105.
10. ↑  Harding, 2005, p. 7.
11. 1 2 3 4 5   Round the World in Five Minutes! On Ramsgate's underground railway, in East Kent Times, Ramsgate, 13 giugno 1936.
12. 1 2 3 4 5 6 7  Harding, 2005, p. 8.
13. 1 2 3  Harding, 2005, p. 20.
14. 1 2 3 4 5 6  Harding, 2005, p. 21.
15. 1 2  Harding, 2005, p. 9.
16. ↑  Harding, 2005, p. 24.
17. ↑  Harding, 2005, p. 10.
18. 1 2  Harding, 2005, p. 12.
19. 1 2  Harding, 2005, p. 13.
20. ↑  Harding, 2005, p. 14.
21. ↑  Harding, 2005, p. 17.
22. 1 2 3  Harding, 2005, p. 18.
23. ↑  (EN) Secrets of Ramsgate's wartime underground tunnels, su bbc.co.uk.
24. ↑  Harding, 2005, p. 19.
25. 1 2  Searle, 1982, p. 31.
26. ↑   Driver Trapped: Crash on the Tunnel Rail, in East Kent Times, Ramsgate, 7 luglio 1965.
27. ↑  Mitchell and Smith, 1991, p. 114.
28. ↑  Harding, 2005, p. 29.
29. ↑  Harding, 2005, p. 30.
30. ↑  (EN) Ramsgate Tunnels, su ramsgatetunnels.org.
31. ↑  (EN) Tom Barnes, Duke of Kent visits Thanet to re-open Ramsgate Tunnels, in Isle of Thanet Gazette, 27 maggio 2014. URL consultato il 31 marzo 2023 (archiviato dall'url originale il 10 agosto 2014).